# Луганская правда
«Луганская правда» — массовая общественно-политическая газета Луганска и луганской области. Выходила с июня 1917 года по июль 2014 года в основном три раза в неделю (вт, чт, суб.), последний год — еженедельник. Старейшая газета Донбасса. Распространение: 90 % подписка (подписчиков — около 10 000 человек), 10 % розница.

## История
Первое название газеты — «Донецкий пролетарий». Первый номер вышел 1 (14) июня 1917 года, подписал её основатель и первый председатель редакционной коллегии Климент Ворошилов. Газета была органом Луганского комитета РСДРП. Газета выходила в ежедневном формате. С 1918 года называлась «Луганский революционный вестник».
В 1919 году газета сменила название на «Донецко-криворожский коммунист». была печатным органом Донецко-Криворожского комитета КП(б). С декабря 1919 года называлась «Известия ревкома». Пятое название газеты с 16 января 1920 года — «Известия» Донецкого губвойскревкома и бюро губкома КП(б). Следующее название — «Всероссийская кочегарка» — газета получила 18 июля 1920 года; печатный орган Донгубревкома, губкома КП(б) и губисполкома. Чехарда названий закончилась 10 декабря 1920 года, когда газета стала называться «Луганская правда» как орган Луганского парткома.
После взятия Луганска большевиками в декабре 1919 года газета печаталась в бывшей типографии И. С. Житомирского на Почтовой улице, её тираж составлял 800 экз. В конце 1921 года, с наступлением холодов, в типографии включили паровое отопление, но полопались трубы, и тогда наборщикам пришлось работать в сильный мороз. Производительность упала вдвое, так как приходилось больше времени отогреваться, чем работать. Типографии было предложено новое помещение на улице Успенской.
К концу 1923 года тираж газеты составлял 5 тысяч экземпляров и она выходила на двух газетных полосах. К этому времени подаваемая в газете информация перестала удовлетворять потребности луганчан, а средств на расширение газеты до четырёх полос не было. Её тираж упал с 5 тысяч до полутора, а в феврале 1924 года газета была вынуждена закрыться. Снова «Луганская правда» стала выходить только через полгода — в августе 1924 года. Её объём составлял четыре полосы (типография находилась на улице Карла Маркса — бывшая Казанская). К 1926 году в типографии работало 130 человек, редакция газеты состояла из 5 человек. С 1 апреля 1927 года газета печатается на восьми полосах и её тираж составляет 16 тысяч экз; к концу того же года он был увеличен до 20 тысяч.
С 20 сентября 1930 по 5 ноября 1933 года (а также в 1945 году) газета выходила на украинском языке.
В 1935 году, в связи с переименование города в Ворошиловград газета стала называться «Ворошиловградская правда» (1935—1942, 1943 −1958, и с 1970—1990). В 1942 году после захвата в ходе оккупации немецкими войсками Ворошиловграда, газета прекратила свой выход. После освобождения в феврале 1943 года после освобождения города советскими войсками, выпуск газеты немедленно возобновляется, уже 15 февраля выходит первый выпуск — небольшой лист, отпечатанный на «американке»(первый редактор Н. Карпов). В 1958 году область вновь переименована в Луганскую, поэтому газета вновь сменила свою название и в 1958—1970 годах называлась «Луганская правда»; орган Луганского обкома, горкома КПУ и областного Совета депутатов трудящихся. В 1970 году Луганск вновь был переименован в Ворошиловград — соответственно, сменила название и газета, став вновь «Ворошиловградской правдой».
Вновь название «Луганская правда» газета получила в 1990 году, когда городу было возвращено название Луганск. В 2011 году получило регистрационное свидетельство ЛГ № 555 от 7 ноября 2001 года.
19 декабря 2013 года выход газеты в печатном виде был приостановлен в связи с финансовыми проблемами.
В марте 2014 года газета возобновила выход, но в связи с сепаратистскими тенденциями в Луганской области и начавшимся вследствие этого вооружённым конфликте в Донбассе в июле 2014 года «Луганская правда» окончательно прекратила свой выход; на сайте (в домене ua.) последняя новость датирована 28 мая 2014 года.
В июне 2019 году в Луганске вышел спецвыпуск, посвященный столетию создания газеты.
7 июня 2023 года вышел первый номер возрожденной газеты «Луганская правда» как орган Республиканского отделения КПРФ.

## Коллектив
В 1919 году в редколлегию газеты «Донецко-Криворожский коммунист» входил известный поэт и писатель А.Гастев.
В 1920-х годах в газете работал известный советский журналист Юрий Жуков.
В газете работали такие писатели, как С.Бугорков, Н.Чернявский, Н.Упеник, Т.Рыбас, .
В 1922 г. редакция состояла из 3 человек: редактор Илья Захарович Каменский, секретарь С. Лохов и репортер.
В 2010 году коллектив «Луганской правды» насчитывал 14 человек, в том числе 5 журналистов и 1 фотокорреспондент.

### Редактора
- Климент Ворошилов — первый редактор (номинальный) с июня 1917 г.
- Илья Захарович Каменский — фактический редактор с июня 1917
- Зиновий Абрамович Бродянский — с октября 1917
- Илья Захарович Каменский — ответственный редактор до 2 декабря 1922 и с 1923 по 31.01.1924
- Моисей Ефимович Равич — с 3 декабря 1922 по 1923
- Б. Леви — с 12 августа 1924 до 22 мая 1925
- Н. Максимова 23 мая — 25 июня 1925
- Алексей Павлович Селивановский — ответственный редактор с 26 июня 1925 до конца 1926 г.
- Дмитрий Резников — с января до октября 1927
- Михаил Давидович Гарин — с октября 1927 до 15 мая 1928
- Ханан Л. Затучный — с 16 мая 1928
- Евгений Петрович Орлов — 1929—1930
- Дашевская январь — декабрь 1930.
- Марченко январь 1931 — ноябрь 1932.
- Илларион Владимирович Буров ноябрь 1932 — июнь 1933, сентябрь 1937 -
- Стеценко с июня 1933 (и. о.)
- Моисей Михайлович Гранберг с августа 1933 по 24 марта 1934
- Александр Федорович Марсен с 24 марта 1934 (врио)
- Лев Израилевич Троскунов май 1934 — апрель 1936 (с августа 1934 также первый заведующий новосозданного издательства «Луганская правда»)
- Ханан Л. Затучный май 1936—1937 (одновременно корреспондент «Правды» по Ворошиловграду)
- Самуил Яковлевич Каплан с июня до сентября 1937 (репрессирован)
- Геся Владимировна Вейц с марта по май 1938
- А. М. Матюшенко с мая 1938
- П. И. Ткаченко с июля по декабрь 1938 (и. о.)
- Александр Соломонович Райхман с декабря 1938 до 10 февраля 1939 и март-май 1940 (вр.и. о.)
- Т. Орлов с 11 февраля 1939 по март 1940 (и. о.)
- П. Мельников с августа 1940 по (август) 1941

- Н. Карпов ответственный редактор с февраля 1943 по 7 декабря 1944.
- Михаил Степанович Куртынин 10 декабря 1944 — июль 1947[7]
- Иван Григорьевич Павлущенко 1 апреля — 25 июня, 30 июля — 10 сентября 1949 (с 1944 замредактора и фактически и. о.)
- Константин Львович Суханцев 26 июня — 29 июля 1949 (и. о.)
- Иван Павлущенко 11 октября 1949 — 13 декабря 1957
- Григорий Егорович Кононых 13 декабря 1957—1975.
- Павел Николаевич Евтеев 1975 — 13 февраля 1984.
- Эдуард Николаевич Николаев 19 февраля 1984 — сентябрь 1993.
- Владимир Владимирович Михайличенко — с сентября 1993 по декабрь 2013.
- Оксана Лащенова — редактор с марта по июль 2014[8].

## Награды
- Почётная грамота Президиума Верховного Совета Украинской ССР;
- Почётная грамота Президиума Верховного Совета СССР;
- Орден Трудового Красного Знамени;
- другие награды[1][2].